# Little Thorpe
Little Thorpe – osada w Anglii, w hrabstwie Durham. Leży 15 km na wschód od miasta Durham i 372 km na północ od Londynu.